# منغانين
منغانين أو منجنين (الاسم العلمي: Manganin) هي علامة تجارية لسبيكة ذات تركيب نمطي من 84.2% نحاس و12.1% منغنيز و3.7% نيكل. طور إدوارد وستون [الإنجليزية] هذه السبيكة أول مرة سنة 1892 بعد أن طور سبيكة كونستانتان قبل ذلك سنة 1887.
يكثر استخدام سبيكة منغانين في صناعة رقائق وأسلاك المقاومات الكهربائية، وخاصة المفرّعات [الإنجليزية]، لأن معامل درجة الحرارة لهذه السبيكة متدنٍّ جداً لقيمة تقارب الصفر. كما تستخدم هذه السبيكة في صناعة العدادات والصمامات في دراسة موجات الصدمة مرتفعة الضغط بسبب أنها ذات حساسية ضئيلة نسبياً للانفعال؛ لكنها ذات حساسية هيدروستاتيكية مرتفعة.